# Модерата Фонте
Моде́ста ди Поццо ди Форзи (итал. Modesta di Pozzo di Forzi, 1555—1592), более известная под псевдонимом Модера́та Фонте (Moderata Fonte), — венецианская писательница и поэтесса.

## Биография
Родители Поццо умерли от чумы когда ей был всего один год. Вместе со старшим братом она жила у бабушки и ее второго мужа. Несколько лет она провела в монастыре Санта-Марта, где, благодаря ее хорошей памяти, ее часто показывали прихожанам как вундеркинда: она могла повторить проповедь, которую услышала или прочитала всего один раз. В девять лет она вернулась из монастыря в дом бабушки. Там она выучила латынь и способы построения композиции, а также научилась рисовать, петь и играть на музыкальных инструментах.
Одной из первых работ Модесты является музыкальная пьеса под названием Le Feste, которую в 1581 году исполнили перед Николо да Понте на празднике в честь дня святого Стефана. Эта пьеса состоит из 350 стихов. В том же году была издана ее эпическая поэме I tredici canti del Floridoro, посвященная Бьянке Каппелло и ее мужу Франческо I Медичи. Это считается второй рыцарской поэмой, написанной итальянской женщиной, первой была Il Meschino авторства Туллии д’Арагона.
Поццо написала две большие религиозные поэмы: La Passione di Cristo и La Resurrezione di Gesù Cristo nostro Signore che segue alla Santissima Passione in otava rima da Moderata Fonte. В этих поэмах она детально описала эмоциональную реакцию Девы Марии и Марии Магдалины на смерть и воскрешение Иисуса. Она верила в том, что женщины принимали активное участие в упомянутых библейских событиях.

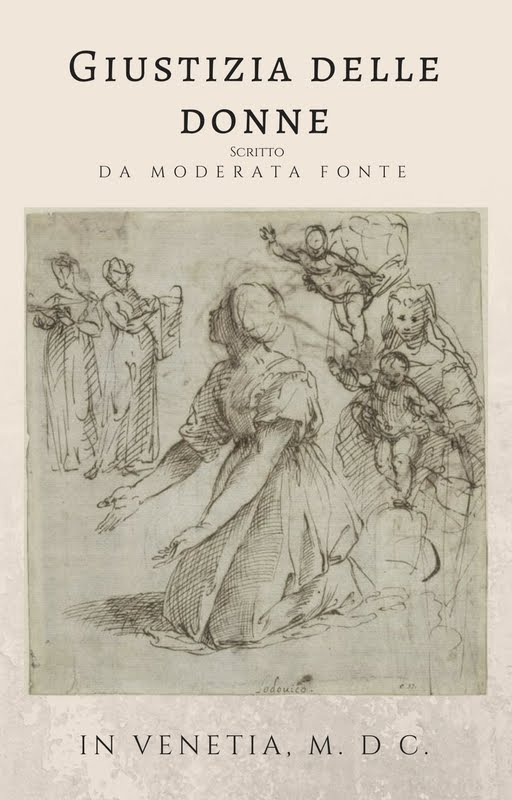
Обложка Giustizia delle donne («Женское правосудие»)

Самые известные произведения Модесты, диалоги Giustizia delle donne («Женское правосудие») и Il Merito delle donne («О достоинстве женщин»), были опубликованы в 1600 году, посмертно. Они были опубликованы в составе сборника «Мир женщин». В них она критикует отношения общества к женщинам.
Диалоги Giustizia delle donne («Женское правосудие») рассказывают о группе женщин, ведущих беседу в саду. Женщины делятся друг с другом рассказами о несправедливости, с которой им приходится сталкиваться каждый день, и придумывают 12 наказаний (на каждый месяц) для мужчин, которые помогут им понять, что значит быть женщиной. Среди этих наказаний: высмеивание, изоляция от друзей и семьи, принуждение быть «самоотверженными родителями». Самым главным наказанием становится то, что только женщины могут иметь голос в обществе, только они могут заниматься организацией жизни обществе, а мнение мужчин больше ни на что не влияет.
Одной из причин того, что две эти рукописи не были опубликованы при жизни Модесты, могло быть то, что они опережали свое время. Так или иначе, в своих диалогах Поццо удалось создать точную картину социальных проблем 16 века.
Поццо умерла в возрасте 37 лет.